# Epeiromulona hamata
Epeiromulona hamata är en fjärilsart som beskrevs av William D. Field 1952. Epeiromulona hamata ingår i släktet Epeiromulona och familjen björnspinnare. Inga underarter finns listade i Catalogue of Life.